# Gabriël Van Roey
Gabriël Van Roey (Wortel, 27 maart 1798 – Beerse, 13 november 1891) was een Belgisch politicus.

## Levensloop
In 1852 werd hij schepen te Beerse in vervanging van Cornelius Wouters, een mandaat dat hij zou uitoefenen tot zijn aanstelling als burgemeester op 16 januari 1858. In deze functie volgde hij Corneille Cooymans. Schepenen onder zijn bestuur waren Joseph Hermans en Joannes Diels. Op 30 december 1863 werd hij als burgemeester opgevolgd door Frans Mertens. Op 3 februari 1870, onder burgemeester Petrus Bastijns, werd hij opnieuw schepen. Een mandaat dat hij zou uitoefenen tot 1883.